# Turgenitubulus aslini
Turgenitubulus aslini är en snäckart som beskrevs av Alan Solem 1985. Turgenitubulus aslini ingår i släktet Turgenitubulus och familjen Camaenidae. IUCN kategoriserar arten globalt som sårbar. Inga underarter finns listade i Catalogue of Life.